# Vădurele (gmina Cândești)
Vădurele – wieś w Rumunii, w okręgu Neamț, w gminie Cândești. W 2011 roku liczyła 879 mieszkańców.